# 大杉久美子
大杉 久美子（日语：／ Ōsugi Kumiko，1951年7月10日—）是日本的女性兒歌及動畫歌手。東京都出身，血型A型。現為古倫美亞音樂娛樂所屬的藝人。精華學園高等學校畢業。
大杉久美子於1964年加盟成為Crown Records旗下的歌手之後，於同一年在Miss Crown歌唱比賽內勝出而獲得冠軍。其後她於1969年在日本古倫美亞唱片裡推出了她的第一首動畫歌曲，是來自富士電視台及東京Movie的作品「女排 NO.1」。以後她繼續唱了若干首的動畫歌曲包括《ミラクル少女リミットちゃん》的主題曲、《小天使》的片尾曲、《法蘭德斯之犬》的主題曲「黎明的道路」、《尋母三千里》的主題曲「草原上的馬可」、《浣熊拉斯卡爾》的主題曲「到洛克河去」、《彩雲仙子》的主題曲、《佩琳物語》的主題曲「佩琳物語」、《多啦A夢》的主題曲「多啦A夢之歌」及《咪姆》的片尾曲等等。
另外，她與堀江美都子、水木一郎及佐佐木功等人並稱為「1970年代動畫歌手四天王」，並合作出席歌唱活動。但進入1980年代之後嗓音衰退，也令不少歌迷大感惋惜。

## 代表曲

### 動畫歌曲
- 《アタックNo.1》（《女排 NO.1》片頭曲）
- 《幸わせを呼ぶリミットちゃん》（《ミラクル少女リミットちゃん》片頭曲）
- 《センチなリミットちゃん》（《ミラクル少女リミットちゃん》片尾曲）
- 《ジャングル黒べえの歌》（《黃毛仔》片頭曲）
- 《ウラウラ・タムタムベッカンコ？》（《黃毛仔》片尾曲）
- 《エースをねらえ！》（《網球甜心》片頭曲）
- 《ひとりぽっちのコート》（《網球甜心》插曲）
- 《白いテニスコートで》（《網球甜心》片尾曲）
- 《ユキとわたし》（《阿爾卑斯山的少女海蒂》插曲）
- 《ペーターとわたし》（《阿爾卑斯山的少女海蒂》插曲）
- 《まっててごらん》（《阿爾卑斯山的少女海蒂》片尾曲）
- 《おひげのナマズン》（《おひげのナマズン》片頭曲）
- 《愛のマーメイド》（《おひげのナマズン》片尾曲）
- 《黎明的道路》（《法蘭德斯之犬》片頭曲・初期片尾曲）
- 《帕特拉修是我的朋友》（《法蘭德斯之犬》插曲）
- 《打開窗戶》（《法蘭德斯之犬》插曲）
- 《手牽著手》（《法蘭德斯之犬》插曲）
- 《藍色眼眸》（《法蘭德斯之犬》插曲）
- 《無論到哪裡都一起走》（《法蘭德斯之犬》片尾曲2）
- 《ドンチャックといっしょに》（《ドン・チャック物語》片頭曲）
- 《夢見るドンチャック》（《ドン・チャック物語》片尾曲）
- 《女の子だもの》（《勇者萊汀》插曲）
- 《草原少女蘿拉》（《草原少女蘿拉》片頭曲）
- 《我是蘿拉》（《草原少女蘿拉》插曲）
- 《大家的蘿拉》（《草原少女蘿拉》插曲）
- 《蘿拉的搖籃曲》（《草原少女蘿拉》片尾曲）
- 《草原上的馬可》（《尋母三千里》片頭曲）
- 《野餐之歌》（《尋母三千里》插曲）
- 《開朗的馬可》（《尋母三千里》插曲）
- 《白賓諾劇團之歌》（《尋母三千里》插曲）
- 《媽媽的搖籃曲》（《尋母三千里》插曲）
- 《媽媽早安》（《尋母三千里》片尾曲）
- 《我是皮可里諾》（《木偶奇遇記》片頭曲）
- 《對不起爺爺》（《木偶奇遇記》插曲）
- 《和我一起走》（《木偶奇遇記》插曲）
- 《橄欖樹的樹陰》（《木偶奇遇記》片尾曲）
- 《ポールの冒険》（《保羅歷險記》片頭曲）
- 《オカルトハンマーのうた》（《保羅歷險記》片尾曲）
- 《到洛克河去》（《浣熊拉斯卡爾》片頭曲）
- 《釣魚去》（《浣熊拉斯卡爾》插曲）
- 《好棒的獨木舟》（《浣熊拉斯卡爾》插曲）
- 《燃燒的夕陽》（《浣熊拉斯卡爾》插曲）
- 《淘氣的孩子坡》（《浣熊拉斯卡爾》插曲）
- 《早安！唐尼布魯克》（《浣熊拉斯卡爾》插曲）
- 《當再見的時刻來臨》（《浣熊拉斯卡爾》插曲）
- 《過來拉斯卡爾》（《浣熊拉斯卡爾》片尾曲）
- 《宇宙のスキャット》（《無敵小超人》插曲）
- 《キライ！スキ》（《無敵小超人》插曲）
- 《少年マルス》（《無敵小超人》片尾曲1）
- 《おやすみマルス》（《無敵小超人》片尾曲2）
- 《おおきなくまになったら》（《小熊傑克》片頭曲）
- 《ランとジャッキー》（《小熊傑克》片尾曲）
- 《ぼくらは旅の音楽隊》（《彩雲仙子》片頭曲）
- 《風船少女のうた》（《彩雲仙子》插曲）
- 《ちいさなふたり》（《彩雲仙子》插曲）
- 《テンプルバンドのうた》（《彩雲仙子》插曲）
- 《わたしはテンプル》（《彩雲仙子》插曲）
- 《旅は風船に乗って》（《彩雲仙子》插曲）
- 《風船少女テンプルちゃん》（《彩雲仙子》片尾曲）
- 《佩琳物語》（《佩琳物語》片頭曲）
- 《少女的夢》（《佩琳物語》插曲）
- 《早安！（你好！）》（《佩琳物語》插曲）
- 《羅薩麗是我朋友》（《佩琳物語》插曲）
- 《反覆無常的男爵》（《佩琳物語》片尾曲）
- 《ゆきがふる》（《まんがこども文庫》片尾曲4）
- 《ちょびっとちょびっと春がきた》（《まんがこども文庫》片尾曲6）
- 《さんご礁》（《まんがこども文庫》片尾曲12）
- 《おいかけロック》（《まんがのくに》片頭曲）
- 《動物くらべっこ》（《まんがのくに》插曲）
- 《哆啦A夢之歌》（《哆啦A夢》片頭曲）
- 《いいやつなんだよドラえもん》（《哆啦A夢》插曲）
- 《ドラえもんの夢》（《哆啦A夢》插曲）
- 《ドラドラどこかにドラえもん》（《多啦A夢》插曲）
- 《ゾウさんの瞳はなぜ青い》（《哆啦A夢》插曲）
- 《ドラえもん子守唄》（《哆啦A夢》插曲）
- 《ぽかぽかふわふわ》（《哆啦A夢》插曲）
- 《青い空はポケットさ》（《哆啦A夢》片尾曲）
- 《森へおいでよ》（《森の陽気な小人たちベルフィーとリルビット》片頭曲）
- 《おやすみチュチュナ》（《森の陽気な小人たちベルフィーとリルビット》片尾曲）
- 《旅すりゃ友達》（《圓桌武士》片尾曲）
- 《タコローダンシング》（《無比敵》插曲）
- 《クロダコ踊りPART 1》（《無比敵》插曲）
- 《おかあさんの匂い》（《靈犬雪麗》插曲）
- 《ジャンプ！ジョリィ》（《靈犬雪麗》插曲）
- 《ねぇハットリくん》（《忍者服部君》片尾曲）
- 《あさりの住む町》（《あさりちゃん》插曲）
- 《ちいさいかわのうた》（《咪姆》片尾曲）
- 《不可思議的我》（多啦A夢大長篇系列《大雄與鐵人兵團》片尾曲）
- 《めぐみちゃんの決心（キモチ）》（《羽根君系列》插曲）
- 《魔法のクレヨン》（《オズの魔法使い》片尾曲）
- 《パンツァー・メッフェン～ローラとスージー～》（《デルパワーX 爆発みらくる元気!!》插曲）

### 電視劇／其他歌曲
- 《透明ドリちゃん》（《隱形小晶晶》片頭曲）
- 《夢の国の王女さま》（《隱形小晶晶》片尾曲）
- 《３人のうた》（《コラルの探検》片頭曲）
- 《ゆめみるコラル》（《コラルの探検》片尾曲）
- 《すきすきうさこちゃん》（LP唱片《すきすきうさこちゃん》）
- 《おめでとうのうた》
- 《あいさつのうた》
- 《はみがきのうた》（以上3首歌曲來自《おはようパーソナリティ道上洋三です》）
- 《Twice a week at Summit》（「サミットストア」にて、毎週月・金曜日に流れている模様）
- 《なかよし土日のうた》（「サミットストア」にて、毎週末に流れている模様）
- 《パピーちゃん絵本》（「パピーちゃん絵本」的主題曲）

### 翻唱曲
- 《サインはV》（《新サインはV》片頭曲）原曲：阪口良子
- 《美しき仲間たち》（《新サインはV》插曲）原曲：阪口良子
- 《星の子チョビン》（《星星王子》片頭曲）原曲：藍美代子
- 《星のしずくの子守唄》（《星星王子》片尾曲）原曲：藍美代子
- 《走的比誰都還要遠》（《湯姆歷險記（湯姆索耶的冒險）》片頭曲）原曲：日下麻呂
- 《赤腳的芙蘿拉》（《家族魯賓遜漂流記 不可思議之島的芙蘿拉》片頭曲）原曲：潘惠子
- 《走れ！ジョリィ》（《靈犬雪麗》片頭曲）原曲：堀江美都子
- 《幻化成彩虹》（《南方彩虹的露西》片頭曲）原曲：山縣壽美子
- 《ストップ!!ひばりくん！》（《停止!! 雲雀》片頭曲）原曲：雪野ゆき
- 《地球如今甦醒了》（《高立的未來世界》片頭曲）原曲：鎌田直純、山路ゆう子
- 《你聽的見嗎》（《紅髮安妮》片頭曲）原曲：大和田律子

## 電視演出
- 「ふえはうたう」（NHK教育電視）
- 「おはなしたまてばこ」（東京12頻道）
- 「おーいおはなしだよ」（千葉電視台）
- 1979年　「オールスター家族対抗歌合戦」に、堀江美都子・ささきいさお・水木一郎・こおろぎ'73とともに出場。放送は7月29日。

## 電影演出
- 「アニメちゃん」（媽媽）・松竹映畫、1984年

## 配音作品
- 「コラルの探検」（コラル）
- 「小公主」（秀蘭·鄧波兒）劇場用美國電影　配音演出

## 唱片
- 大杉久美子テレビアニメーションの世界（1977年3月發行、日本古倫美亞唱片）
- 大杉久美子 アニメロマンの世界（1978年5月25日發行、日本古倫美亞唱片）
- 大杉久美子ニューヒットベスト16（1979年12月25日發行、日本古倫美亞唱片）
- アニメファンタジーランド～まっててごらん～大杉久美子（1999年4月30日發行、日本古倫美亞唱片）
- 大杉久美子スーパー・ベスト（2005年7月20日發行、古倫美亞音樂娛樂）

## 外部連結
- （日語） 大杉久美子 - 動畫歌手資料庫（页面存档备份，存于）